# スタテル

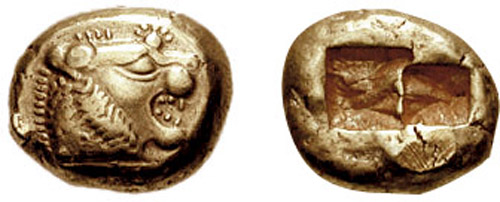
紀元前6世紀初頭のリディア王国のエレクトロン貨。（スタテルの3分の1相当）

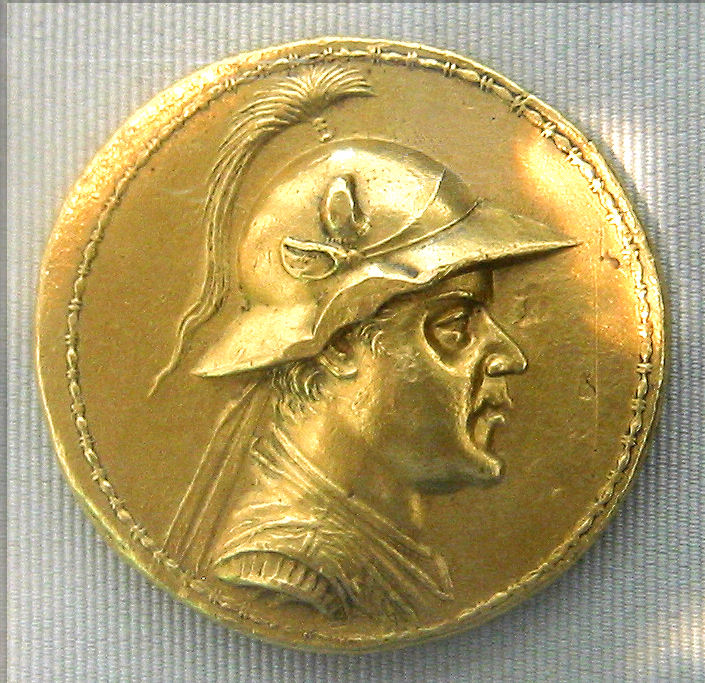
グレコ・バクトリア王国の王エウクラティデス1世のスタテル金貨。古代の金貨としては最も大きい。重量169.2グラム、直径58ミリ。

スタテル（古代ギリシア語: στατήρ, stater）は、ギリシアや周辺の地域で使われた古代の硬貨である。その名称は古代ギリシア語で「重さ」を意味する。西ヨーロッパでは、ギリシア北部で傭兵として働いていたケルト人を経由してもたらされたため、マケドニア起源だと思われていた。紀元前8世紀から紀元50年ごろまで流通していた。ロビン・レイン・フォックスによれば、元々はエウボイア島でフェニキアのシェケルを重量単位として使っていたのが起源であり、重さもほぼ同じで1シェケル（8.33グラム）は1ミナの50分の1である。
アテナイで造幣されたもともとのスタテル貨は1テトラドラクマ（4ドラクマ）に相当していたが、別の場所や時代には1ディドラクマ（2ドラクマ）硬貨をスタテルと呼んだ。スタテル貨はコリントスでも造幣されていた。スタテル貨は地中海のアイギナ島やクレタ島（のキドニア）といった島々でも造幣された。例えば、キドニアで造幣されたとある銀貨にはミノア文明の神ブリトマルティスが描かれている。

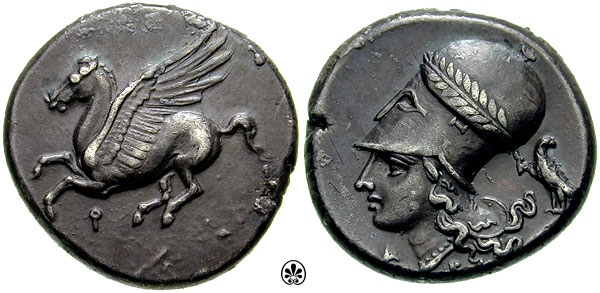
古代コリントスのスタテル。表面: ペーガソスとその下に文字コッパ がある。裏面: コリント風ヘルメットを被ったアテーナー。 コッパはコリントス (όρινθος) を表している。

スタテルには金貨もあるが、ごく一部で発行されただけであり、だいたい20ドラクマから28ドラクマの価値のものが多かったが、アテナイではスタテル金貨を20ドラクマとした。というのも、スタテル金貨は約8.5グラムの重さで、1ドラクマの約2倍の重量だが、同じ重量の金は銀の10倍の価値とされていたためである。よく知られているスタテル金貨としては、キュジコスで発行された Kyzikenos と呼ばれる28ドラクマ相当のものや、ピリッポス2世のスタテル貨を真似てガリアで発行されたものがある。これは、マケドニア王国で傭兵として働いたガリア人が故郷にもたらしたスタテル貨が元になっている。